# Skovbrandene ved Los Angeles 2025
|  | Flytteforslag Denne side er foreslået flyttet til Brandene i Los Angeles 2025. Klik her for at se flytteforslaget. |

Skovbrandene ved Los Angeles 2025 er en række skovbrande og bybrande nord for, og i de nordlige forstæder i Los Angeles, Californien, USA. Den første brand brød ud den 7. januar 2025. I første omgang ramtes skove og naturområder omkring Los Angeles, men brandene bredte sig senere til byområder, hvor byområderne Pacific Palisades og Altadena i henholdsvis det nordvestlige Los Angeles og nordlige Los Angeles blev særlig hårdt ramt.

## Forløb
Brandene, der kan ses fra rummet, har ramt kvarterene Hollywood Hills (en), Pacific Palisades (en), Eaton (en) og Hurst. Brandene har været påvirket af vindhastigheder på 160 km/t (ca. 44 m/s). Branden begyndte tirsdag 7. januar og var efter et døgn endnu ude af kontrol. Ca. 250 brandmænd blev udkommanderet. I alt er 2500 personer involveret.
180.000 mennesker er blevet evakueret og (pr. 25. januar) 24 personer er døde. Det vurderedes pr. 9. januar af det internationale kreditvurderingsselskab Morningstar DBRS (en), at der er sket skade for mere end 8 mia. dollar, mens mere end 2000 bygninger er brændt ned og 28.000 bygninger kan blive ramt af brandene. Pr. 12. januar 2025  lød en vurdering fra vejrtjenesten AccuWeather (en), at tabet var 150 mia. dollars. Branden i Palisades fylder næsten 70 km2, et areal på størrelse med Tåsinge. Alle skoler i 16 skoledistrikter holdt lukket 9. januar. 400.000 husstande mistede strømmen i forbindelse med brandene.
22. januar brød nok en brand, Hughes-branden, ud ved Los Angeles. Denne gang øst for forstaden Castaic (en), der i løbet af et par timer bredte sig til at fylde 43 km2. Det har afstedkommet, at der er udstedt evakueringsordre til 19.000 personer, hvilket er hele forstadens befolkning. Yderligere 15.000 har fået evakueringsadvarsler. Som en konsekvens af denne brand er nationalparken Angeles National Forest (en) blev lukket for besøgende.

## Forholdet mellem menneskeskabte klimaforandringer og skovbrandene
En undersøgelse af World Weather Attribution viser, at brandene blev forstærket af global opvarmning. Studiet viser, at menneskeskabt opvarmning har øget risikoen for ekstreme brandforhold med ca. 35 % og intensiteten med 6 %, mens tørkesæsonen er blevet forlænget med omkring 23 dage. Utilstrækkelig regn i efteråret kombineret med kraftige vinde førte til en hurtig og omfattende spredning, og undersøgelsen viser behovet for styrket beredskab og langsigtet klimatilpasning.

## Baggrund
Brandene har haft nemmere ved at sprede sig grundet mangel på nedbør og stærk vind. Siden sommeren 2024, der bød på temperaturrekorder, er der kun faldet 2 % af den nedbør, der normalt kommer. Samtidig har området været ramt af Santa Ana-vindene (en), der pga. en trykforskel mellem Stillehavet og et område nordpå, kommer fra Mojaveørkenen og Great Basin, der ligger øst for Los Angeles og presses gennem bjergene og synker længere ned i atmosfæren, hvorved temperaturen øges og luftfugtigheden falder. I en lufthavn i nærheden har man målt en luftfugtighed på blot 7 %.
En anden faktor der har givet bedre betingelser for at brandene har spredt sig er at der i 2022 og 2023 faldt mere regn end normalt, så der voksede flere planter frem, som ilden kunne få fat i efter, at der havde været en tørke i vinteren 2024/25.

## Udfordringer og restriktioner i forbindelse med slukningsarbejdet
I forbindelse med slukningsarbejdet har der fløjet uautoriserede droner hen over brandene, hvilket har gjort, at brandslukningsfly af sikkerhedshensyn ikke har kunne deltage i slukningsarbejdet. I visse områder har myndighederne udstedt udgangsforbud i perioden mellem kl. 18 og kl. 06. Overtrædelse af forbuddet kan medføre en bøde på 1000 dollar og/eller seks måneders fængsel. Desuden har myndighederne erklæret sundhedskrise og har derfor udstedt et forbud mod brug af luftblæsere, da de kan få skadelige partikler til at hvirvle rundt. Brug af mundbind anbefales udendørs i Los Angeles.
Brandene er opstået på trods af, at Californien har et bygningsreglement med flere krav end i de fleste andre delstater, samt et statsligt brandvæsen, CalFire (en) med et budget på 30 mia. kroner, der kan bakke de lokale beredskaber op. Dette giver reelt ubegrænsede ressourcer til at bekæmpe brande. Husejere i udsatte områder i Californien har pligt til at lave en "brandzone" med materialer, der ikke kan brænde i en afstand på 30 meters fra huset. I andre vestlige delstater er de bange for at ophidse konservative vælgere, hvis de indfører samme regler, men de ville gerne.

## Reaktioner
Den afgående præsident, Joe Biden, aflyste et statsbesøg til Italien, hvor han skulle have besøgt paven og den italienske præsident. Biden lovede føderal hjælp til både at slukke brandene og at genopbygge området efterfølgende. Californiens guvernør, Gavin Newsom, har været i området og erklæret, at man går i kriseberedskab. Kommende præsident Donald Trump har kritiseret Gavin Newsom for at nægte at underskrive en vandgenopretningsplan, der i følge Trump kunne have givet vand nok til at slukke brandene, hvilket Newsom afviser. Også Mel Gibson, hvis hjem er blevet ødelagt, kritiserer Newsom.
Byens borgmester, Karen Bass (en) (D) var ikke i byen, da brandene brød ud, da hun deltog i indsættelsen af Ghanas præsident, hvilket Trump og andre republikanere har kritiseret hende for, men hun udtaler, at hun kom så snart hun kunne. Hun er også blevet kritiseret for, at de besparelser på brandvæsenet hun gennemførte året før "forhindrede brandvæsenet i at opretholde 'kerneoperationer'", hvilket hun afviser.

## Konsekvenser
Pr. 15. januar var 92.000 mennesker blevet evakueret, mens 12.300 bygninger er ødelagt. Heraf er mindst 30 historiske og fredede bygninger brændt ned. Blandt andet Robert Bridges House (en), Will Rogers' (en) ranch, Zane Greys (en) hus. Desuden blandt andet også The Bunny Museum (en) i Altadena. Flere kulturinstitutioner ønsker at genopbygge disse ejendomme på et tidspunkt..